# فرد دبليو. غلوفر
فرد دبليو. غلوفر (بالإنجليزية: Fred W. Glover)‏ هو رياضياتي وعالم حاسوب أمريكي، ولد في 8 مايو 1937 في كانساس سيتي في الولايات المتحدة.